# Championnats d'Europe de saut d'obstacles 2003
Navigation
Édition précédente Édition suivante
Les championnats d'Europe de saut d'obstacles 2003, vingt-septième édition des championnats d'Europe de saut d'obstacles, ont eu lieu en 2003 à Donaueschingen, en Allemagne. L'épreuve individuelle est remportée par l'Allemand Christian Ahlmann et la compétition par équipe par l'Allemagne.